# Religion och schizofreni
Relationen mellan religion och schizofreni är av särskilt intresse för psykiatrin, på grund av likheterna mellan religiösa upplevelser och psykotiska episoder. Religiösa upplevelser innefattar ofta rapporter om auditiva och/eller visuella fenomen, vilket kan förefalla likna upplevelserna hos personer med schizofreni, som också ofta rapporterar hallucinationer och vanföreställningar. Dessa symtom kan påminna om händelser som förekommer under religiösa upplevelser. Personer som rapporterar dessa religiösa syn- och hörselförnimmelser hävdar dock att de inte uppfattades med de fem sinnena, utan snarare att hallucinationerna var en helt intern process.
Religiösa upplevelser skiljer sig från schizofreni, där personerna inte är medvetna om att de egna tankarna eller inre känslorna inte äger rum utanför dem själva. De rapporterar att de hör, ser, luktar, känner eller smakar något som vilseleder dem att tro att det är verkligt. De har svårt att skilja mellan verklighet och hallucinationer, eftersom de upplever dessa hallucinationer med sina kroppsliga sinnen, vilket får dem att uppfatta upplevelserna som yttre snarare än inre. Generellt har religion visat sig ha "både en skyddande och en riskökande effekt" i samband med schizofreni.
Ett vanligt förekommande utlåtande från personer med schizofreni är någon form av religiös föreställning som många medicinska experter betraktar som vanföreställningar – exempelvis tron att de är besatta av demoner, att en gud talar till dem, att de själva är gudomliga väsen eller att de är profeter. Aktiva och adaptiva copingstrategier hos personer med kvarstående schizofreni har visat sig vara förknippade med en stabil andlig, religiös eller personlig övertygelse.

## Sammanhang

### Bakgrund
Schizofreni är en komplex psykotisk störning där symtomen kan omfatta känslomässig avtrubbning, intellektuell försämring, social isolering, desorganiserat tal och beteende, vanföreställningar och hallucinationer. Orsakerna till schizofreni är inte helt klarlagda. Det tycks som att genetiska faktorer spelar stor roll, eftersom personer med ärftlig belastning har en avsevärt högre sannolikhet att utveckla sjukdomen.
Störningen kan utlösas och förvärras av sociala och miljömässiga faktorer, och episoder blir ofta mer påtagliga under perioder av hög stress. Neurologer har funnit att den schizofrena hjärnan har större ventriklar (vätskefyllda hålrum) jämfört med en icke-schizofren hjärna. Detta antas bero på en förlust av nervceller. Symtomen uppträder vanligen i tidig vuxen ålder.
Det är ovanligt att barn diagnostiseras med schizofreni. Detta beror delvis på svårigheten att skilja mellan vilka felaktiga tankar och föreställningar som kan tillskrivas normal barndomsutveckling och vilka som kan hänföras till schizofreni. Med hjälp av psykiatrisk behandling (vanligtvis antipsykotiska läkemedel) och terapi kan personer med schizofreni leva framgångsrika och produktiva liv.

### Religionens roll i behandlingen av schizofreni
Långtidsstudier har visat att personer med schizofreni uppvisar varierande grad av återhämtning, beroende på i vilken utsträckning religion spelar en betydande roll i deras tillfrisknande. Det verkar som att religion kan fungera antingen som ett hjälpsamt sätt att hantera sjukdomen, eller som ett påtagligt hinder i återhämtningsprocessen. För dem som är aktiva inom ett religiöst samfund kan religion dessutom vara ett värdefullt verktyg i hanteringen av sjukdomen. Det kan dock vara svårt att avgöra om en religiös upplevelse är genuin för den andliga individen, eller om den utgör ett positivt symtom på sjukdomen.
Det är här en kompetent och pålitlig terapeut kan spela en viktig roll. Förutsättningen är att terapeuten är öppen för att integrera religion i behandlingen, och att patienten är mottaglig och deltar i denna behandling. I så fall är det fullt möjligt att kombinera religiös tro med professionell terapi och medicinering för att uppnå ett önskat behandlingsresultat. Personer som är engagerade i sin kyrka och lever ett andligt liv i vardagen – samtidigt som de får psykiatrisk behandling – har rapporterat färre symtom och en högre livskvalitet. De lär sig att betrakta sin religion som en källa till hopp snarare än som en plågsam verklighet.

### Religion som utlösande faktor för schizofreni
Schizofreni kan utlösas av en rad olika miljöfaktorer, inklusive betydande stress, starkt emotionella situationer samt obehagliga eller störande upplevelser. Det är möjligt att religion i vissa fall kan fungera som en utlösande faktor för schizofreni hos sårbara individer. Religiösa föreställningar är ofta storslagna och uppmanar till en djupgående personlig förändring, vilket kan leda till ett psykotiskt tillstånd till följd av en rubbning i det realistiska tänkandet. Den drabbade kan till exempel komma att tro att hen själv är en gudom eller en messias.
Dessa symtom kan leda till våldsamt beteende, antingen riktat mot andra eller mot personen själv. I vissa fall kan individen uppleva plågsamma symtom om hen tror att en gud orsakar sjukdomen som ett straff. Patienten kan då vägra behandling baserat på religiösa föreställningar. I vissa fall kan man även tro att vanföreställningarna och hallucinationerna är en gudomlig upplevelse, och därför avstå från medicinsk behandling.

### Förekomst
Tvärkulturella studier har visat att schizofrent orsakade religiösa föreställningar är betydligt vanligare hos patienter som identifierar sig som kristna och/eller bor i huvudsakligen kristna områden, såsom Europa eller Nordamerika. Vid en jämförelse har patienter i Japan oftare vanföreställningar som rör skam och förtal, medan det i Pakistan är vanligare med paranoida föreställningar kopplade till släktingar och grannar.